# Caledonia (Mississippi)
Pour les articles homonymes, voir Caledonia (homonymie).
Caledonia est une ville américaine située dans le comté de Lowndes, dans le Mississippi. Selon le recensement de 2020, sa population est de 1 135 habitants.